# 음악이 흐르는 오후
음악이 흐르는 오후는 KBS춘천 클래식FM, KBS강릉FM, KBS원주FM에서 평일 오후 4시부터 오후 5시까지 방송되는 클래식 전문 라디오 프로그램이다.

## DJ
- 정은숙 아나운서